# ひこぜん

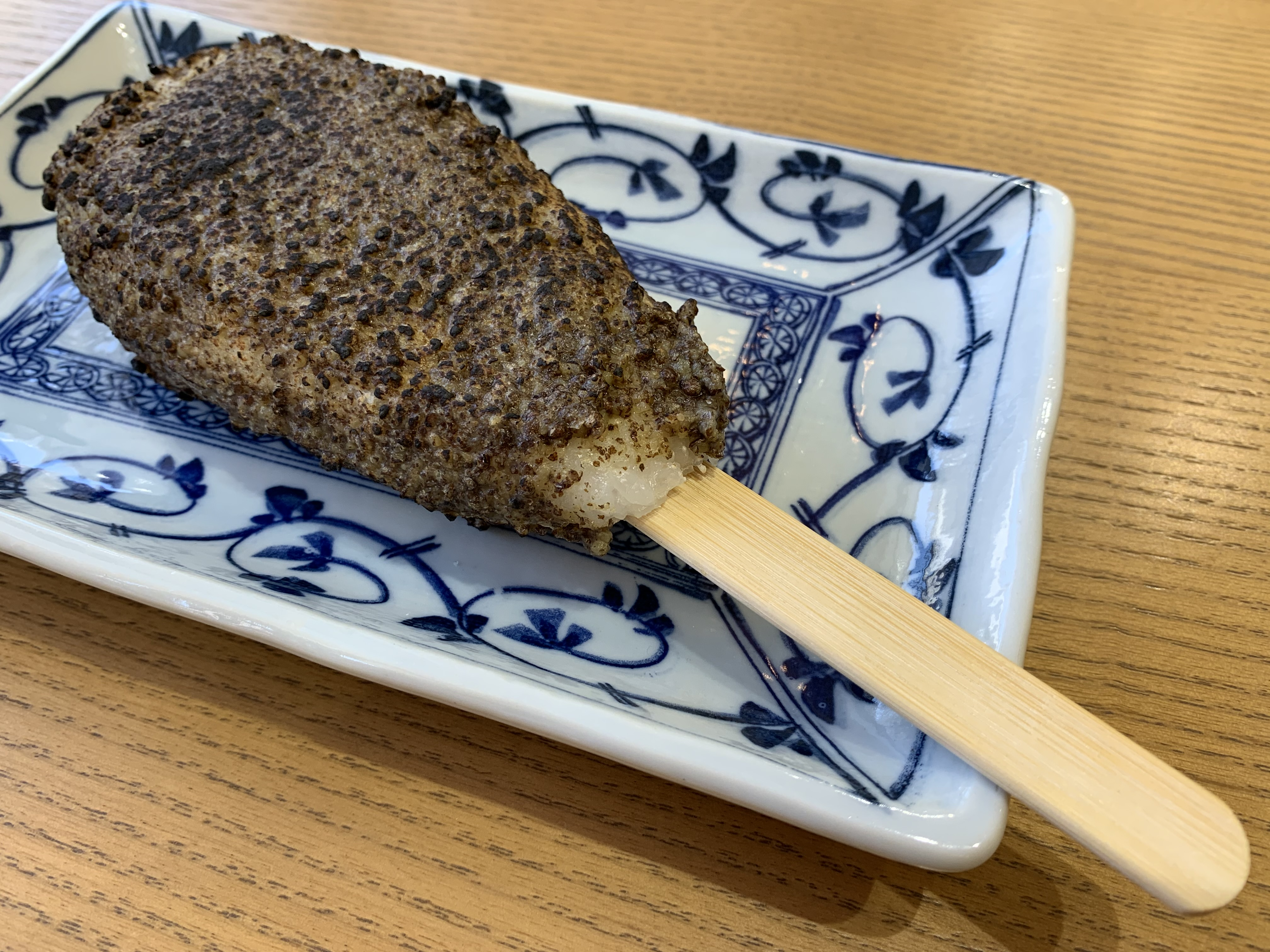
ひこぜん

ひこぜん（地元の人々の発音では「ひこざぇん」に近い）とは、新潟県三条市の下田地区(旧下田村)に伝わる、信州・東海地方の五平餅や秋田のきりたんぽに類似した、米の飯による冬の郷土料理。
かつて、冬場に熊・狸狩りに出ていたマタギの人々が携帯食として持ち歩いていた料理で、炊いたご飯（地元産のコシヒカリを使用）を潰してワラジ形に整え、木の箆に刺して一度炭火で焼いた後、荏胡麻（エゴマ）を炒ってからすり潰し、酒・味醂・砂糖などと一緒に混ぜた味噌（「イグサ味噌」と呼ばれる）を表面に塗って炭火で軽く炙り直して出来上がる。完成品の見た目は五平餅に近く、荏胡麻と味噌の焼けた香りが食欲をそそる一品。
最近では狩りを行うマタギもいなくなり、炭火を使用する家庭の数も少なくなったが、地元の山間部では今でも伝統的に作られ食べられている。また下田地区内には、地元の名物としてひこぜんを提供している食堂や温泉宿なども存在する。
「ひこぜん」は「彦左衛門」がなまった言葉であることから、彦左衛門という人物に由来すると考えられている。